# エンパイア・シティ
エンパイア・シティ (Empire City) はイギリスの貨物船。ウィリアム・ドックスフォード・アンド・サンズ社で戦時輸送省向けに建造された。1943年7月15日進水。 1943年11月竣工。
全長428フィート8インチ (130.66 m)、全幅56フィート5インチ (17.20 m)、深さ35フィート5インチ (10.80 m)で、トン数は総登録トン数7,295トン、純登録トン数4,941トンであった。
「エンパイア・シティ」は第二次世界大戦中いくつかの船団に加入した。
ON212船団
ON212船団は1943年11月19日にリバプールを出発し、12月5日にニューヨークに着いた。「エンパイア・シティ」は11月18日にミルフォード・ヘブンから出航した。この航海の際、「エンパイア・シティ」は水雷防御網を装備していた。
DKA21船団
「エンパイア・シティ」はDKA21船団の一隻としてポルトガル領東アフリカのロウレンソ・マルケスからアデン経由へポートサイドへ向かった。「エンパイア・シティ」の積荷は石炭8,403トンであった。1944年8月6日、「エンパイア・シティ」はモシンボア・ダ・プライア沖でドイツ潜水艦「U198」の雷撃を受け沈没した。12名が死亡。58名が救助され、ポルトガル領東アフリカのPekawiへ運ばれた。
船長は「U198」で拘束され、「U198」が8月12日に撃沈された際に死亡した。